# إيوان أورسو
إيوان أورسو (بالرومانية: Ion Ursu)‏ هو لاعب كرة قدم مولدوفي في مركز الهجوم، ولد في 19 أغسطس 1994 في Ialoveni ‏ في مولدوفا. شارك مع منتخب مولدافيا تحت 19 سنة لكرة القدم ومنتخب مولدوفا تحت 21 سنة لكرة القدم. أما مع النوادي، فقد لعب مع نادي ساكسان ونادي فيريس كيشيناو.

## وصلات خارجية
- إيوان أورسو على موقع الاتحاد الأوربي (الإنجليزية)
- إيوان أورسو على موقع قاعدة بيانات كرة القدم.إي يو (الإنجليزية)
- إيوان أورسو على موقع Soccerway.com (الإنجليزية)